# Ойтдам
Ойтдам (на нидерландски: Uitdam) е село в Холандия, провинция Северна Холандия. Намира се на Ватерландската дига, около 13 км североизточно от Амстердам и е част от община Ватерланд. Има около 160 жители (2004 г.).
До 1991 г. Ойтдам е в община Брук ин Ватерланд. Има яхтклуб и плувен басейн.